# Christoph Hendreich
Christoph Hendreich (* 8. Juni 1628 in Danzig; †  26. August 1702 in Berlin) war Professor in Frankfurt (Oder) sowie Historiker und Bibliothekar in Berlin.

## Leben
Hendreich studierte zusammen mit seinem Bruder Peter in Frankfurt (Oder). 1664 wurde er an der Universität Frankfurt (Oder) Professor der Jurisprudenz und der Geschichte. Schon ein Jahr später, 1665, wurde er nach Berlin berufen, um dort zusammen mit seinem Bruder Peter die kurfürstliche Bibliothek zu ordnen und zu katalogisieren. Die Bibliothek war in diesen Jahren der öffentlichen Benutzung zugänglich gemacht worden. 1666 siedelte Hendreich ganz nach Berlin über und wurde 1668 zum Rat und zum Bibliothekar ernannt. Dies blieb er bis zu seinem Tode.
1669 erhielt Hendreich den Auftrag, eine Geschichte Brandenburgs zu verfassen. Von dieser und anderen Schriften sind nur Teile erschienen.
1670 heiratete er eine Tochter des Hofpredigers Bergius, das Paar hatte vier Kinder. Ein Sohn, Peter Ludwig, wurde Mitarbeiter seines Vaters an der Bibliothek und später Hofprediger in Potsdam.

## Veröffentlichungen
- Carthago Sive Carthaginensium Respublica. Becman, Frankfurt an der Oder 1664.
- Derer, die Marck zu Brandenburg betreffende Sachen: Erster Entwurff, Verfaßt in Drey Theile. o. O. 1681.
  - Teil 1: Handelt von der Beschreibung des Landes und was in jedweder Stadt denckwürdiges zu sehen, oder sich auch bis ungefehr Anno 1640. begeben...
  - Teil 2: Stellet für aller Marggrafen und Churfürsten zu Brandenburg alle 7 Stämme, Geschlecht-Register, bis auffs Jahr 1681.
  - Teil 3: Erzehlet die fürnehmsten Geschichte/ welche sich von dem Jahr der Welt 3562. und vor der Geburth Christi 386. bis Ao. 1640. auff Churfürstl. Durchl. Friedrich Wilhelms Regierung/ begeben haben...
- Notitia Bibliothecæ: Quam Serenissimus ac Potentissimus Princeps ac Dominus, Dominus Fridericus Guilielmus, Marchio Et Elector Brandenburgicus, &c. &c. &c. In aulâ suâ Coloniæ ad Spream fundavit. Salfeld, Berlin 1687.
- Pandectae Brandenburgicae: Continentes I. Bibliothecam, seu magnam, &, si Additamenta accesserint, maximam Auctorum impressorum & Manuscr. partem: quibus adduntur Auctorum quorundam Vitae, delectus; nomina plurimorum Anonymorum, Pseudonymorum &c. explicata. Idque in omnibus fere Scientiis, & orbis Terrarum Linguis. II. Indicem materiarum praecipuarum, in iis contentarum: utrumque Ordin. Alphabetico. Additus erit Index 1. Aetatum Mundi, quibus Auctores vixerunt ... Appendix continebit 1. Bibliothecam selectam ... Finem faciet Tomus, continens addenda & emendanda. Salfeld, Berlin 1699 (Digitalisat).
- zusammen mit Zacharias Gartz, Nicolaus Leutinger, Otto Bötticher: Rerum Marchiae Brandenburgicae Scriptores Aliquot : Quorum I. Christophorus Hendreich ... II. Zacharias Garcaeus, Pritzwalcensis ... III. Nicolaus Leuthingerus, A.L. Magister, Poëta Laureatus, Historicus Brandenburgicus, nec non Pastor Landesbergensis ... IV. Otto Bötticherus, quondam Archiater Brandenburgicus, cuius Genealogia familiae Zollerano-Brandenburgicae emendatur, & ad A.C. 1680. continuatur. V. Claudent haec, tum fragmenta, instrumenta publica, &c. rerum Marchicarum, quae nunquam antea lucem publicam videre: Tum centuriae aliquot Auctorum, ex quibus Historia-Brandenburgica corrigi, locupletari, imo concinnari possit. o. O. [ca. 1700] (Digitalisat).